# 李翊神
李翊神（1931年—），男，是福建福州人，为中国应用数学家。曾任中国科学技术大学教授、博士生导师，与中国数学会理事，第七、八届全国人大代表。